# Józef Boruwłaski
Pour les articles homonymes, voir Joujou.
Józef Boruwłaski (prononcé ['jusɛf boruf'waski]), né en novembre 1739 à Halicz (Pologne) et mort le 5 septembre 1837 à Durham (Angleterre), est un nain célèbre, à l'instar du nain Bébé. Au XVIIIe siècle, les nains étaient des attractions dans les cours européennes. Boruwlaski était connu sous le surnom de « Joujou ».

## Biographie
Józef Boruwłaski naît dans une famille polonaise noble mais sans fortune, il reçoit néanmoins une bonne éducation. Doté d'une grande intelligence, il est très cultivé, doué pour les arts, notamment pour la musique, parle  et écrit le français. Au décès de son père, sa mère ne peut plus assumer sa charge ni celle de ses frères et sœurs. Elle vend Joseph à la staroste de Caorliz qui le prend à son service. C'est son lecteur français qui lui a appris à lire, en cachette de Caorliz. La starostine l'exhibe lors de fêtes chez elle. Enceinte, elle n'en veut plus, craignant donner naissance à un nain, tel présent à son regard. Son amie la comtesse Humiecka le prend donc en charge et le conduit à son domaine de Rychty en Podolie.

## Cas médical
Deux de ses cinq frères et sœurs ont également été de petite taille, cependant il a eu un frère qui a grandi, atteignant la taille de 1,91 m ; devenu soldat, il mourut sur un champ de bataille. Étant donné les proportions de son corps, et le fait que, à l'âge adulte, il est parfois confondu avec un petit enfant, il est fort probable que Joseph était un nain hypophysaire, pas un nain atteint d'achondroplasie. À l'âge de 25 ans, il mesurait 89 cm et cinq ans plus tard 99 cm, ce qui devait être sa hauteur définitive. Il meurt à l'âge très avancé de 97 ans. Il a été enterré dans la cathédrale de Durham à côté de son ami Stephen Kemble.

## Dans les cours européennes

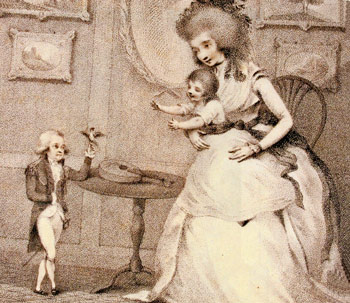
Józef Boruwłaski comparé à un enfant.

À partir de 15 ans et mesurant 64 cm, il parcourt l’Europe avec la comtesse Humiecka qui l'exhibe avec complaisance. Il rencontre Marie-Thérèse d’Autriche, séjourne à Munich et à Paris.  À Lunéville, il fréquente la cour du roi déchu de Pologne Stanisław Leszczyński et s'attire la haine de Bébé, le nain attitré du roi, qui était jaloux de son intelligence. C'est là qu'il rencontre Isaline Barbutan, fille d'un couple de Français installé en Pologne et demoiselle de compagnie de la comtesse Humiecka. Il l'épouse et reçoit une rente du roi Stanislas, puis il décide de prendre sa vie en charge devenant son propre impresario. Il s'installe finalement en Angleterre et gagne sa vie en donnant des concerts. Il écrira en 1788 ses mémoires, qui connurent plusieurs éditions jusqu'à sa mort puis tombèrent dans l'oubli avant d'être republiés en 2008.

## Anecdote
Joseph Boruwłaski est cité comme exemple à l'article « Nain » dans l'Encyclopédie de Diderot et D'Alembert,.

## Dans la littérature
Ève de Castro a écrit un roman historique dont il est le personnage principal : Joujou  (ISBN 2266261800).